# Tour de Normandie
Il Tour de Normandie è una corsa a tappe maschile di ciclismo su strada che si svolge nella regione francese della Normandia nel mese di marzo. È inserita nel calendario dell'UCI Europe Tour classe 2.2.

## Storia
La corsa fu organizzata per la prima volta nel 1939 come manifestazione dilettantistica e vinse il francese Godere Guillaume che correva come indipendente. Dall'anno successivo non fu più organizzata a causa della seconda guerra mondiale e fu ripristinata solo nel 1956, per essere poi sospesa nuovamente dopo l'edizione del 1959. Si svolse poi ininterrottamente dal 1981. Dal 1996 fu aperta ai professionisti.

## Maglie
Vengono assegnate diverse maglie per i leader delle varie classifiche.
 Maglia gialla per la classifica generale a tempo
 Maglia verde per la classifica a punti
 Maglia bianca per la classifica dei giovani
Maglia bianco-rossa per il premio della combattività
Maglia rosso-blu per il vincitore di tappa

## Albo d'oro
Aggiornato all'edizione 2019.
| Anno    | Vincitore                             | Secondo                               | Terzo                                 |
| ------- | ------------------------------------- | ------------------------------------- | ------------------------------------- |
| 1939    | Guilaume Godere                       | Georges Gourhand                      | Ernest Jouen                          |
| 1940-55 | non disputata                         | non disputata                         | non disputata                         |
| 1956    | Amand Audaire                         | Eugène Letendre                       | Laurent Cariou                        |
| 1957    | Pierre Gouget                         | Jean Bourlès                          | Pierre Barbotin                       |
| 1958    | Joseph Wasko                          | Elie Lefranc                          | Fernand Lamy                          |
| 1959    | Bernard Leboulanger                   | Henri Duez                            | Elie Lefranc                          |
| 1960-80 | non disputata                         | non disputata                         | non disputata                         |
| 1981    | Michel Riou                           | Peter Loosli                          |                                       |
| 1982    | Daniel Leveau                         |                                       |                                       |
| 1983    | Yvan Frebert                          |                                       |                                       |
| 1984    | Mario Kummer                          |                                       |                                       |
| 1985    | Paul Curran                           |                                       |                                       |
| 1986    | Nentcho Staikov                       |                                       |                                       |
| 1987    | Yvan Frebert                          |                                       |                                       |
| 1988    | Vjačeslav Ekimov                      |                                       |                                       |
| 1989    | Sébastien Flicher                     |                                       |                                       |
| 1990    | Dmitrij Ždanov                        |                                       |                                       |
| 1991    | Stéphane Heulot                       |                                       |                                       |
| 1992    | Thierry Dupuis                        |                                       |                                       |
| 1993    | Emmanuel Mallet                       |                                       |                                       |
| 1994    | Saulius Šarkauskas                    |                                       |                                       |
| 1995    | Ole-Sigurd Simensen                   |                                       |                                       |
| 1996    | Frédéric Pontier                      | Jacky Durand                          | Stéphane Barthe                       |
| 1997    | Glenn Magnusson                       | Jacek Mickiewicz                      | Cezary Zamana                         |
| 1998    | Torsten Schmidt                       | Andreas Klöden                        | Thierry Gouvenou                      |
| 1999    | Steffen Kjærgaard                     | Saulius Ruškys                        | Thierry Gouvenou                      |
| 2000    | Ludovic Auger                         | Anthony Morin                         | Guillaume Auger                       |
| 2001    | Thor Hushovd                          | Cédric Loue                           | Marcus Ljungqvist                     |
| 2002    | Jérôme Pineau                         | Jørgen Bo Petersen                    | Arkadiusz Wojtas                      |
| 2003    | Samuel Dumoulin                       | Dmitrij Murav'ëv                      | Krassimir Vasilev                     |
| 2004    | Thomas Dekker                         | Joost Posthuma                        | Arkadiusz Wojtas                      |
| 2005    | Kai Reus                              | Stéphane Petilleau                    | Martín Garrido                        |
| 2006    | Kai Reus                              | Aleksandr Chatuncev                   | Jos van Emden                         |
| 2007    | Martijn Maaskant                      | Kristoffer Nielsen                    | Tom Leezer                            |
| 2008    | Antoine Dalibard                      | Thomas Berkhout                       | Christopher Stevenson                 |
| 2009    | Bram Schmitz                          | Thomas Berkhout                       | Benoît Sinner                         |
| 2010    | Ronan van Zandbeek                    | Freddy Bichot                         | José Herrada                          |
| 2011    | Alexandre Blain                       | Mathieu Simon                         | Wesley Kreder                         |
| 2012    | Jérôme Cousin                         | Guillaume Malle                       | Alexandr Pliuschin                    |
| 2013    | Silvan Dillier                        | Alexandre Blain                       | Dylan van Baarle                      |
| 2014    | Stefan Küng                           | Benoît Jarrier                        | Reidar Borgersen                      |
| 2015    | Dimitri Claeys                        | Alex Peters                           | Thomas Scully                         |
| 2016    | Baptiste Planckaert                   | Olivier Pardini                       | Benoît Sinner                         |
| 2017    | Anthony Delaplace                     | Justin Mottier                        | Justin Jules                          |
| 2018    | Thomas Stewart                        | Alexander Krieger                     | Bjørn Tore Hoem                       |
| 2019    | Ole Forfang                           | Arvid de Kleijn                       | Trond Trondsen                        |
| 2020    | annullata per la Pandemia di COVID-19 | annullata per la Pandemia di COVID-19 | annullata per la Pandemia di COVID-19 |
| 2021    | annullata per la Pandemia di COVID-19 | annullata per la Pandemia di COVID-19 | annullata per la Pandemia di COVID-19 |
| 2022    | Mathis Le Berre                       | Thomas Bonnet                         | Paul Penhoët                          |